# ساي فالكنبيرغ
ساي فالكنبيرغ (بالإنجليزية: Cy Falkenberg)‏ هو لاعب كرة قاعدة أمريكي، ولد في 17 سبتمبر 1880 في شيكاغو في الولايات المتحدة، وتوفي في 14 أبريل 1961 في سان فرانسيسكو في الولايات المتحدة.

## وصلات خارجية
- ساي فالكنبيرغ على موقع دوري كرة القاعدة الرئيسي (الإنجليزية)
- ساي فالكنبيرغ على موقعبيزبول رفرنس.كوم (الدوري الرئيسي) (الإنجليزية)
- ساي فالكنبيرغ على موقعبيزبول رفرنس.كوم (الدوري الثانوي) (الإنجليزية)
- ساي فالكنبيرغ على موقع جمعية أبحاث البيسبول الأمريكية (الإنجليزية)